# Mladinski svet Ljubljane
Mladinski svet Ljubljane je na ravni mesta Ljubljane organizirana asociacija prostovoljnih mladinskih združenj in organizacij, ki delujejo med mladimi, različnih družbenih, nazorskih ali političnih usmeritev, pri čemer Mladinski svet Ljubljane izhaja iz avtonomnosti mladinskega združevanja ter njegovega vključevanja v svobodno in demokratično družbo.
http://www.mslj.si Arhivirano 2021-12-16 na Wayback Machine.